# Luis Schönau
Luis Schönau (marzo de 1887- agosto de 1894) fue un docente suizo, radicado en Costa Rica, que se desempeñó como el primer rector del Liceo de Costa Rica, contratado por el Gobierno costarricense junto a sus dos compatriotas William Phillipin y Pablo Biolley, para hacerse cargo de esta benemérita y centenaria casa de enseñanza durante sus años de fundación.

## Reseña de su periodo a cargo del Liceo de Costa Rica
El señor Schönau fue nombrado por el gobierno de Costa Rica como director del Liceo de Costa Rica. Además de esto asumió las cátedras de Filosofía y Pedagogía.
El mismo importó desde el Liceo de Ginebra, el primer reglamento que tuviera la nueva institución educativa. Este aspecto, aunado a la importancia que le brindaba al aspecto disciplinario a la hora de impartir lecciones, fueron suficientes para que se granjeara a los ojos de sus alumnos y subalternos la fama de prudente y estricto.
Sin embargo, esa misma prudencia lo hace observar que los nuevos métodos disciplinarios importados desde su país, no cumplirían con su verdadero cometido sino se adaptaban al entorno e idiosincrasia del ser costarricense. Según este nuevo planteamiento, se debía de cambiar la fuerza por el convencimiento, debido a que aquellos jóvenes liceístas fogosos, poco acostumbrados a la disciplina, debían de comprender por sí mismos la importancia de esta. Dicha inclinación pedagógica, permitió desde un principio la consolidación de una institución formadora de líderes y emprendedores, los cuales impulsados por el respeto de las normas, la iniciativa propia, y la mística liceísta, innundaron de grandes logros, no solo las esferas académicas e intelectuales, sino también las artísticas, culturales, científicas y políticas.
En agosto de 1894, después de ocho años como director del Liceo, regresa don Luis Schönau a Europa.
- Datos: Q5984332